# Aggi Ásgerð Ásgeirsdóttir
Aggi Ásgerð Ásgeirsdóttir (født 1966 i Tórshavn) er en færøsk kunstmaler, der bor i Argir på Streymoy i nærheden af Tórshavn. Aggi Ásgeirsdóttir har også boet i Danmark i en årrække, medens hun uddannede sig indenfor kunst. Nogle år boede hun også på Færøernes sydligste ø, Suðuroy, i bygden Vágur. I Vágur havde hun sit kunstværksted i Den Gamle Skole, der hvor Ruth Smith Kunstmuseet er. I nogle år var Aggi Ásgeirsdóttir formand for foreningen "Skálin við Skálá", som ejer Ruth Smith Kunstmuseet. Hun stod ofte til rådighed, når turister kom til Vágur og ønskede at besøge Ruth Smith Kunstmuseet. I sommeren 2009 flyttede hun til Argir. 

## Udstillinger
Aggi Ásgerð Ásgeirsdóttir har deltaget i kunstudstillinger både på Færøerne og i andre lande. F.eks. kan nævnes, at hun har deltaget flere gange i den store "Heystframsýning" (Efterårs udstilling) i Tórshavn, senest i 2010.

## Kunst ombord på Smyril M/F
I 2005 blev den gamle færge Smyril M/F erstattet med en ny færge med samme navn. Færgen seljer daglig mellem Tórshavn og Færøernes sydligste ø, Suðuroy. Det blev besluttet, at den nye bilfærge skulle have færøsk kunst på væggene, kunsten skulle være af unge færøske kunstnere. Aggi Ágsgerð Ásgeirsdóttir blev en af de unge færøske kunstnere, som blev udvalgt til opgaven. Hendes malerier hænger i restauranten.

## Kunstprojekter for børn og unge
Aggi har flere gange været leder af kunst projekter for børn og unge på Færøerne. Et projekt kaldes "Ung í Føroyum" (Unge på Færøerne), og et andet projekt kaldes "Skapandi Spírar".

## Kunst i Suðuroy's Skolecenter
I 2009 blev det nye Skolecenter på Suðuroy åbnet og indviet. Der er to skoler i bygningen: Suðuroy Gymnasium og Færøernes Helseskole. Tre færøske kunstnere fik til opgave at dekorere skolebygningen med kunst. Aggi Ásgerð Ásgeirsdóttir var en af dem. Hendes kunst hænger på den store væg i skolens kantine.

## Uddannelse
Aggi Ásgerð Ásgeirsdóttir har taget sin uddannelse i Danmark. Først tog hun og en et-årig uddannelse på Billedskolen på Jagtvej i København (1989-90), og derefter tog hun en fem-årig uddannelse på Det Fynske Kunstakademi i Odense (1990-95).